# Quartet de corda núm. 13 (Schubert)
El Quartet de corda núm. 13 en la menor, D 804, Op. 29 (Quartet Rosamunde), fou compost per Franz Schubert entre febrer i març del 1824. Data més o menys de la mateixa època del monumental Quartet La Mort i la donzella, i també uns tres anys després del seu anterior intent de compondre un quartet de corda, el Quartettsatz, D 703, obra que mai va acabar.

## Antecedents
A començaments del 1824 Schubert fa un gir en les seves prioritats musicals i deixa la composició de cançons per concentrar-se en la música de cambra instrumental. A més d'aquest Quartet de corda en La menor, compon el Quartet en Re menor, l' Octet, el Gran Duet i el Divertissement a la Hongroise (tots dos per a duets de piano), i la Sonata per Arpeggione i piano totes elles compostes aquell any. A excepció del Gran Duet. Totes aquestes obres mostren elements cíclics; és a dir, dos o més dels moviments de cada obra tenen una clara relació per tal de realçar el sentit d'unitat de l'obra. En el cas de Quartet en La menor, un motiu del Minuet (3r moviment) esdevé la figura melòdica més important del següent moviment, el finale.(Chusid 1964, 37)
Schubert va dedicar aquest quartet a Schuppanzigh, amic de Beethoven i primer violinista d'un conjunt instrumental que estrenà molts dels quartets de Beethoven. El mateix Schuppanzigh estrenà també aquest quartet de Schubert el 14 de març de 1824.

## Moviments
El quartet consta de quatre moviments que en una interpretació habitual dura uns 30 minuts.
1. Allegro ma non troppo
2. Andante
3. Menuetto: Allegretto – Trio
4. Allegro moderato

## Anàlisi
El primer moviment comença amb reminiscències del malenconiós tema d'una dels primers lieder de Schubert, Gretchen am Spinnrade i també apareix algun fragment del lied "Schöne Welt, wo bist du?". La referència al lied Gretchen am Spinnrade no és directa, ja que no apareix en la veu principal sinó amb un tema similar en el segon violí, en un acompanyament figurat, i que després repeteixen el cel·lo i la viola; tot precedeix la primera entrada temàtica. Aquest recurs compositiu també recorda l'acompanyament del primer tema de la Simfonia Inacabada.
Però el sobrenom del quartet prové del segon moviment, ja que aquest es basa en un tema de la música incidental per a l'obra Rosamunde (un tema que també apareix en l' Impromptu en si bemoll compost tres anys més tard). El ritme penetrant d'aquest moviment mostra inequívocament la influència de la Setena Simfonia de Beethoven. La forma d'aquest moviment lent utilitza la mateixa estructura d'exposició-recapitulació modificada que trobem en el moviment lent de la Gran Simfonia en Do major de Schubert, on una certa ambigüitat en la definició formal és creada per la introducció d'un passatge propi de la part del desenvolupament poc després de la repetició del primer tema en la recapitulació.
El minuet cita la melodia d'una altra cançó de Schubert, Dau Götter Griechenlands, D. 677, escrita el novembre de 1819; una connexió que Willi Kahl observà més d'un segle després de la composició. L'ús d'aquest recurs melòdic, en una inversió al començament del trio, es repeteix més tard a l'inici del finale.

## Altres fonts
- Atanasovski, Srđan. 2011. "Schubert’s 'Original Voice' in Quartets for Schuppanzigh: On Learned Style and New Sonic Qualities". Musicologica Austriaca: Jahresschrift der Österreichischen Gesellschaft für Musikwissenschaft 30:43–56.
- Bockholdt, Rudolf. 1998. "Die Kunst, heim zu finden: Über Schlüsse und Anschlüsse in Schuberts Instrumentalmusik". Musiktheorie 13, no. 2 (Franz Schubert: Jenseits des Jubiläums): 145–56.
- Cullen, Adam. 2008. "Schubert's Chamber Music as a Road Towards the Symphony". Maynooth Musicology 1:99–120.
- Cullen, Adam. 2009. "Dialectic Process and Sonata Form in Schubert's A Minor String Quartet, D 804". Maynooth Musicology 2:40–70.
- Gingerich, John Michael. 1996. "Schubert's Beethoven Project: The Chamber Music, 1824–1828". PhD diss. New Haven: Yale University.
- Hopkins, Robert G. 2013. "Multifunctional Codas in Sonata-Form Movements by Schubert". In Musical Implications: Essays in Honor of Eugene Narmour, edited and with an introduction by Lawrence F. Bernstein and Alexander Rozin, 191–223. Festschrift Series 25. Hillsdale, NY: Pendragon Press. ISBN 978-1-57647-159-3.
- Rast, Nicholas. 2003. "'Schöne Welt, wo bist du?' Motive and Form in Schubert's A-minor String Quartet". In Schubert the Progressive: History, Performance Practice, Analysis, edited and preface by Brian Newbould, 81–88. Aldershot, Hants; Burlington, VT: Ashgate. ISBN 0-7546-0368-7.
- Sobaskie, James William. 2003. "Tonal Implication and the Gestural Dialectic in Schubert's A-minor Quartet". In Schubert the Progressive: History, Performance Practice, Analysis, edited and preface by Brian Newbould, 53–79. Aldershot, Hants; Burlington, VT: Ashgate. ISBN 0-7546-0368-7.
- Waidelich, Till Gerrit. 1997. "Weitere Dokumente aus 1828 und 1833: Ein unkorrigierter früher Abzug der 'Einladung' zu Schuberts Privatkonzert und Berichte über die Berliner Ur- und Erstaufführungen der Streichquartette in a-Moll D 804 und d-Moll D 810". Schubert durch die Brille: Internationales Franz Schubert Institut—Mitteilungen, no. 19:57–64.